# Грейсток
Грейсток (англ. Greystoke) — деревня и община на крайнем северо-западе Англии, входящая в состав церемониального графства Камбрия. Находится в 6,4 километра к западу от города Пенрит. Население согласно переписи 2001 года — 733 человека.

## Достопримечательности
- Приходская церковь святого Андрея, датирующаяся XIII веком[2].
- Замок Грейсток (англ. Greystoke Castle), построенный бароном Грейстока в XVI веке, который занимает площадь более 3000 акров (больше 12 км²) в парке[3].